# Видео сам ђавола (филм)
Видео сам ђавола (корејски: 악마를 보았다; Agmareul boatda) је јужнокорејски акциони трилер  из 2010. године у режији Ким Ђи Ун-а, а по сценарију Парк Хун Јонг-а. У главним улогама су Ли Бјонг Хон и Чои Мин Шик, филм прати агента НИС-а Ким Су Хјон-а (Ли), који креће у потрагу за осветом када психопатског серијског убицу Ђанг Кјонг Ћол-а (Чои) брутално убије његову вереницу.
Улога у филму Видео сам ђавола била је прва главна улога Чои Мин Шик-а од промена у корејском систему телевизијских правила.

## Радња
Једне ноћи возач школског аутобуса по имену Ђанг Кјонг Ћол наилази на трудницу по имену Ђанг Ђу Јон и нуди јој да јој поправи пробушену гуму. Након што ју је претукао, Кјонг Ћол је убија и баца делове њеног тела у оближњи поток. Када дечак открије једно од њених ушију, полиција масовно долази да изврши истрагу, предвођена шефом одељења Ох-ом и шефом одељења Ђанг-ом који је уједно и отац жртве. Присутан је и њен вереник, Ким Су Хјон, који је агент Националне обавештајне службе. Он обећава да ће се осветити убици. Су Хјон сазнаје за четворицу осумњичених од шефа одреда Ђанг-а, и одлучује да преузме ствар у своје руке тако што мучи и саслушава двојицу осумњичених. Након претраживања куће Ђанг Кјонг Ћол-а, трећег осумњиченог, Су Хјон проналази Ђу Јон-ин веренички прстен, доказујући да је Кјонг Ћол убица. Након што га Су Хјон пронађе, он га туче до несвести и уместо да убије Кјонг Ћол-а и заврши све, Су Хјон одлучи да му гурне ГПС трагач низ грло, омогућавајући му да у реалном времену види локацију и слуша његове разговоре. Ким га пушта на слободу и тако започиње опасну игра мачке и миша.

## Улоге
| Глумац       | Улога                                             |
| ------------ | ------------------------------------------------- |
| Ли Бјонг Хон | Ким Су Хјон (агент Националне обавештајне службе) |
| Чои Мин Шик  | Ђанг Кјонг Ћол (возач аутобуса и серијски убица)  |
| Ох Сан Ха    | Ђанг Ђу Јон (Су Хјон-ова вереница)                |
| Ђон Гук Хван | шеф одреда Ђанг (Ђу Јон-ин отац)                  |
| Ким Јун Со   | Ђанг Се Јон (Ђу Јон-ина сестра)                   |
| Ђон Хо Ђин   | шеф одсека Ох (вођа полиције)                     |
| Чои Му Сонг  | Те Ђу (Кјонг Ћол-ов пријатељ)                     |
| Ким Ин Со    | Се Ђонг (Те Ђу-ова девојка)                       |
| Јун Ће Јонг  | Хан Сонг И (медицинска сестра)                    |
| Нам Бо Ра    | ћерка шефа одсека Ох                              |

## Алтернативне верзије
Корејски одбор за оцењивање медија приморао је Ким-а да поново сними неке делове филма, приговарајући његовом насилном садржају. Филм је два пута добио оцену „Ограничено“, спречавајући било какво пуштање филма у биоскопима, кућама и промоцијама. Нaкон свих измена уклоњено је између осамдесет и деведесет секунди претходно снимљеног материјала. 

## Издање
Видео сам ђавола објављен у Јужној Кореји 12. августа 2010. године. Филм је премијерно приказан на Филмском фестивалу у Сундaнсу  21. јануара 2011. године. Такође је приказан на неколико других међународних филмских фестивала, укључујући Филмски фестивал Фантаспорто, Међународни филмски фестивал у Торонту, Филмски фестивал у Ситгесу, Филмски фестивал у Сан Себастијану и Лондонски корејски филмски фестивал. 
Северноамеричка права дистрибуције стекла је компанија Magnet Releasing која је издала на ограниченoм издању 4. марта 2011.   Optimum Releasing је филм дистрибуирао у Великој Британији. 

### Критика
Веб-сајт Rotten Tomatoes даје филму оцену од 81%, са просечном оценом 7,13 од 10, на основу 83 рецензије критичара.
Џенет Катсолис из The New York Times-а је написала: „Од неочекивано дирљивог увода до урнебесно одвратног сцена са Киунг-цхул-овим, господин Ким и његов сниматељ Ли Мо Ге задржавају потпуну контролу колебљивих тонова филма и импресивних сценографија”. 
Хорор веб-сајт Bloody Disguisting дао му је оцену 4,5 / 5 : „Могли бисмо сатима да причамо о филму Видео сам ђавола. Филм је искуство; то је нешто што ће вас да се емоционално вежете за ликове, али и да истовремено покривате очи пред екстремним насиљем” , док је Empire доделио филму оцену 4 / 5, наводећи: „Овај црни хорор-трилер врло је отмен наставак филма Добро, лоше, чудно.“
Фелим О'Неил из The Guardian-а написао је, „Корејских осветничких трилера не недостаје, али ово, заједно са недавним Човеком ни од куда, доказује да је у жанру остало пуно живота“ и дао му је четири оцена са пет звездица. 
Нису сви критичари били наклоњени бруталности филма; Марк Јенкинс из The Washington Post-a написао је, „Режисер Ким Ђи Ун рођени је филмски стваралац, чак иако је овај сценарио (који је написао Парк Хун Ђонг, а прилагодио Ким) недостојан његовог напора“ и оценио га 2 од 5 звездица.
Часопис Rolling Stone уврстио је филм „Видео сам ђавола“ у првих 20 „најстрашнијих филмова које никада нисте видели“.

## Награде
- Награда Blue Dragon Film Award за најбољу кинематографију/осветљење
- Награда Blue Dragon Film Award  за најбољу музику
- Главна Baeksang Arts Award награда за најбољег глумца
- Награда Grand Bell Award за најбоље осветљење
- Награда Asian Film Award за најбољег едитора